# Vaureilles
Vaureilles (okzitanisch Vaurelhas) ist eine französische Gemeinde mit 489 Einwohnern (Stand 1. Januar 2022) im Département Aveyron in der Region Okzitanien (vor 2016 Midi-Pyrénées). Sie gehört zum Arrondissement Villefranche-de-Rouergue und zum Kanton Villeneuvois et Villefranchois. Die Einwohner werden Vaureillois genannt. 
Zur Gemeinde gehört auch die Ortschaft Pachins.

## Geografie
Vaureilles liegt etwa 45 Kilometer westnordwestlich von Rodez. Umgeben wird Vaureilles von den Nachbargemeinden Montbazens im Norden und Nordosten, Roussennac im Osten, Anglars-Saint-Félix im Südosten, Privezac im Süden, Lanuéjouls im Süden und Südwesten, Drulhe im Westen sowie Galgan im Nordwesten.

## Bevölkerungsentwicklung
| Jahr                       | 1962 | 1968 | 1975 | 1982 | 1990 | 1999 | 2006 | 2019 |
| Einwohner                  | 631  | 573  | 509  | 454  | 441  | 434  | 484  | 489  |
| Quellen: Cassini und INSEE |      |      |      |      |      |      |      |      |

## Sehenswürdigkeiten
- Kirche Saint-Jean-Baptiste in Vaureilles

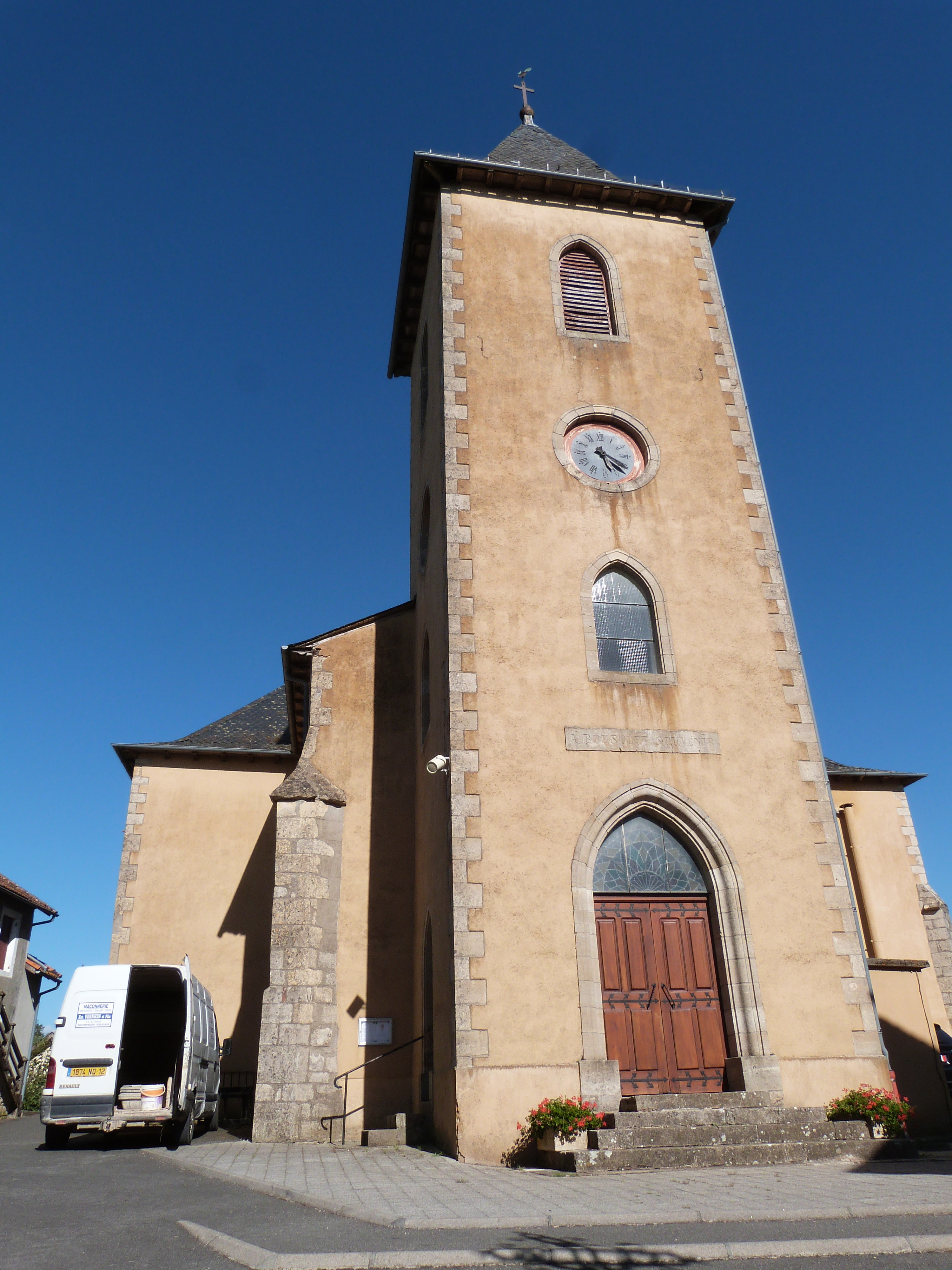
Kirche Saint-Jean-Baptiste

- Kirche Saint-Michel in Pachins

## Persönlichkeiten
- François Marty (1904–1994), Bischof von Saint-Flour (1952–1959), Erzbischof von Reims (1959–1968), Erzbischof von Paris (1968–1981), Kardinal (ab 1969)